# Minka Kelly
Minka Kelly, pseudonimo di Minka Dumont Dufay (Los Angeles, 24 giugno 1980), è un'attrice statunitense. È nota principalmente per il personaggio di Lyla Garrity, nella serie televisiva Friday Night Lights (2006-2009), e per il personaggio di Dawn Granger / Dove, nella serie televisiva Titans (2018-2023).

## Biografia
Nata a Los Angeles, figlia dell'ex chitarrista degli Aerosmith Rick Dufay e della ballerina Maureen Kelly, ex soubrette di Las Vegas, suo nonno era l'attore Richard Ney. Ha origini irlandesi e francesi. Cresciuta dalla madre dopo la separazione dei genitori, con cui ha vissuto in diverse comunità prima di stabilirsi ad Albuquerque, nel Nuovo Messico, dove ha frequentato le scuole medie. Sua madre morì nel 2008 per un cancro al colon.
A diciannove anni, dopo il diploma presso la Valley High School di Albuquerque, la Kelly torna a Los Angeles dove trova lavoro come infermiera. Durante un periodo di prova presso un'agenzia di moda, la Kelly conosce una ex playmate di Playboy, intenzionata a farle da manager. La donna lavorava come telefonista presso lo studio di un chirurgo, per questo poté ottenere gratuitamente delle protesi  per la sua assistita. Ma poco prima dell'intervento Minka si tirò indietro, preferendo non alterare il suo aspetto fisico. In seguito continua gli studi infermieristici, frequenta la scuola per un anno e diventa assistente di un chirurgo, mantenendo però le sue aspirazioni attoriali.
Inizia la sua carriera d'attrice nel 2004 ottenendo piccole parti in serie televisive come Drake & Josh, American Dreams e Le cose che amo di te. Nel 2006 ottiene la parte di Lyla Garrity nella serie televisiva Friday Night Lights, ruolo che interpreta fino al 2009 e che le fa guadagnare popolarità. Nel 2007 ottiene una piccola parte nel film di Peter Berg The Kingdom, mentre nel 2009 recita in (500) giorni insieme.
Nel 2010 viene eletta dalla rivista Esquire Sexiest Woman Alive.
Dopo aver partecipato ad alcuni episodi delle serie televisive Parenthood, nel ruolo ricorrente di Gaby, ottiene la parte da protagonista, al fianco di Leighton Meester, del thriller The Roommate - Il terrore ti dorme accanto. Nel 2011 recita nella commedia Mia moglie per finta, con Jennifer Aniston e Adam Sandler.
Nel 2011, assieme a Rachael Taylor e Annie Ilonzeh, è protagonista di Charlie's Angels, remake della celebre serie televisiva omonima degli anni settanta. La serie però non riscontra il successo sperato e viene cancellata dalla ABC dopo pochi episodi trasmessi.
Nel 2012, è protagonista del videoclip del gruppo musicale Maroon 5, One More Night.

## Filmografia parziale

### Attrice

#### Cinema
- The Turbo-Charged Prelude for 2 Fast 2 Furious, regia di Philip G. Atwell - cortometraggio (2003)
- Devil's Highway, regia di Fabien Pruvot (2005)
- The Pumpkin Karver, regia di Robert Mann (2006)
- State's Evidence, regia di Benjamin Louis (2006)
- The Kingdom, regia di Peter Berg (2007)
- (500) giorni insieme ((500) Days of Summer), regia di Marc Webb (2009)
- The Roommate - Il terrore ti dorme accanto (The Roommate), regia di Christian E. Christiansen (2011)
- Mia moglie per finta (Just Go With It), regia di Dennis Dugan (2011)
- Searching for Sonny, regia di Andrew Disney (2011)
- The Butler - Un maggiordomo alla Casa Bianca (The Butler), regia di Lee Daniels (2013)
- The World Made Straight, regia di David Burris (2015)
- Papa Hemingway in Cuba, regia di Bob Yari (2015)
- Ricomincio da nudo (Naked), regia di Michael Tiddes (2017)
- Night Hunter, regia di David Raymond (2018)
- Lansky, regia di Eytan Rockaway (2021)
- La moglie imperfetta, regia di Jeff Celentano (2024)

#### Televisione
- Cracking Up – serie TV, episodio 1x04 (2004)
- Drake & Josh – serie TV, episodio 2x03 (2004)
- American Dreams – serie TV, episodio 3x10 (2005)
- Le cose che amo di te (What I Like About You) – serie TV, episodi 3x22-3x24-4x01 (2006)
- Friday Night Lights – serie TV, 52 episodi (2006-2009)
- Body Politic, regia di Scott Winant – film TV (2009)
- Tit for Tat – serie TV, episodio 1x1 (2009)
- True Love - film TV, regia di Pamela Fryman (2010)
- Entourage – serie TV, episodio 7x10 (2010)
- Parenthood – serie TV, 9 episodi (2010-2011)
- Charlie's Angels – serie TV, 8 episodi (2011)
- Full Circle - serie televisiva, episodi 1x01-1x02 (2013)
- Almost Human – serie TV, 13 episodi (2013-2014)
- Qualcosa di inaspettato (Away and Back), regia di Jeff Bleckner – film TV (2015)
- Man Seeking Woman – serie TV, episodio 1x05 (2015)
- The Path – serie TV, 4 episodi (2016)
- Bull – serie TV, episodio 2x01 (2017)
- Jane the Virgin – serie TV, 3 episodi (2017)
- La casa dei miei ricordi (The Beach House), regia di Roger Spottiswoode – film TV (2018)
- Titans – serie TV, 19 episodi (2018-2021) - Dawn Granger / Dove
- Euphoria – serie TV, 4 episodi (2022)
- Ransom Canyon - serie TV, 1 stagione (2025)

### Videoclip
- Puddle of Mudd She Hates Me, regia di Marc Webb (2002)
- Something Corporate If You C Jordan, regia di Richard Reines (2002)
- Maroon 5 One More Night, regia di Peter Berg (2012)

#### Videogiochi
- Detroit: Become Human, regia di David Cage (2018)

### Doppiatrice

#### Televisione
- Robot Chicken - serie animata, episodio 10x14 (2020) - Arya Stark, Mascot Judge

## Doppiatrici italiane
Nelle versioni in italiano delle opere in cui ha recitato, Minka Kelly è stata doppiata da:
- Federica De Bortoli in Friday Night Lights, (500) giorni insieme, The Roommate - Il terrore ti dorme accanto, Titans (2ª voce)
- Francesca Fiorentini in Almost Human, The Butler - Un maggiordomo alla Casa Bianca
- Laura Latini in Charlie's Angels
- Gea Riva in Titans (1ª voce)
- Chiara Gioncardi in Qualcosa di inaspettato
- Jolanda Granato in Parenthood
- Katia Sorrentino in Detroit: Become Human
- Giulia Catania in Ricomincio da nudo
- Eva Padoan in Bull
- Perla Liberatori in Lansky
- Barbara De Bortoli in Euphoria